# Divize C 1966/1967
V soubojích 2. ročníku České divize C 1966/1967 se utkalo 14 týmů dvoukolovým systémem podzim – jaro. Tento ročník začal v srpnu 1966 a skončil v červnu 1967.

## Kluby podle přeborů
- Středočeský (8): TJ Škoda Mladá Boleslav, VTJ Dukla Slaný, TJ Dynamo Kutná Hora, TJ Spartak Pečky, TJ Lokomotiva Nymburk, TJ KŽ Králův Dvůr, TJ Lokomotiva Beroun, TJ Tatra Kolín
- Východočeský (6): TJ Tepna Náchod, TJ Jiskra Úpice, TJ Transporta Chrudim, TJ Spartak Hradec Králové „B“, TJ Lokomotiva Trutnov, TJ Spartak TOS Kostelec nad Orlicí

## Výsledná tabulka
| Poř. | Tým                                | Z  | V  | R | P  | VG | OG | B  |
| ---- | ---------------------------------- | -- | -- | - | -- | -- | -- | -- |
| 1.   | TJ Škoda Mladá Boleslav            | 26 | 15 | 8 | 3  | 57 | 21 | 38 |
| 2.   | VTJ Dukla Slaný                    | 26 | 15 | 5 | 6  | 66 | 25 | 35 |
| 3.   | TJ Dynamo Kutná Hora               | 26 | 13 | 8 | 5  | 57 | 34 | 34 |
| 4.   | TJ Spartak Pečky                   | 26 | 12 | 6 | 8  | 45 | 46 | 30 |
| 5.   | TJ Tepna Náchod                    | 26 | 11 | 7 | 8  | 49 | 37 | 29 |
| 6.   | TJ Jiskra Úpice                    | 26 | 9  | 9 | 8  | 35 | 28 | 27 |
| 7.   | TJ Transporta Chrudim              | 26 | 11 | 5 | 10 | 40 | 40 | 27 |
| 8.   | TJ Lokomotiva Nymburk              | 26 | 10 | 6 | 10 | 47 | 44 | 26 |
| 9.   | TJ Spartak Hradec Králové "B"      | 26 | 10 | 6 | 10 | 32 | 40 | 26 |
| 10.  | TJ Lokomotiva Trutnov              | 26 | 10 | 5 | 11 | 44 | 59 | 25 |
| 11.  | TJ KŽ Králův Dvůr                  | 26 | 10 | 4 | 12 | 38 | 44 | 24 |
| 12.  | TJ Lokomotiva Beroun               | 26 | 6  | 8 | 14 | 33 | 41 | 10 |
| 13.  | TJ Tatra Kolín                     | 26 | 5  | 3 | 18 | 37 | 69 | 13 |
| 14.  | TJ Spartak TOS Kostelec nad Orlicí | 26 | 2  | 6 | 18 | 19 | 72 | 10 |

Poznámky:
- Z = Odehrané zápasy; V = Vítězství; R = Remízy; P = Prohry; VG = Vstřelené góly; OG = Obdržené góly; B = Body

|  | Postup do 2. ligy – sk. A 1967/1968                |
|  | Sestup do příslušného oblastního přeboru 1967/1968 |